# Helga Philipp
Helga Philipp (* 2. Juni 1939 in Wien, Österreich; † 5. November 2002 Wien) war eine österreichische Künstlerin. Nach vier Jahrzehnten Arbeitens hinterließ sie ein vielfältiges Œuvre an Plastiken, Objekten, Grafiken, Malereien und Skizzen. Sie hat in Ton und Stein gearbeitet, Objekte aus Plexiglas, Spiegeln, Gummischläuchen, Beton und Eisen gefertigt, im Bereich der Grafik mit Transparentpapier und Grafit gearbeitet. Die Farbigkeit ihrer Malereien wurde lange von Aluminium- und Grafitstaub bestimmt.

## Leben und Wirken
Helga Philipp absolvierte eine Ausbildung zur Bildhauerin an der damaligen Hochschule für angewandte Kunst in Wien und fand bereits Mitte der 60er Jahre Eingang in die Wiener Kunstszene der Nachkriegszeit. Ihre zwischen 1962 und 1968 entstandenen kinetischen Objekte können der Op-Art zugerechnet werden. Zwischen 1969 und 1972 entstanden mehrere Reihen von auf einem Kreisraster aufbauenden Siebdruckgrafiken.
Grafiken aus Kartonringen und Prägungen mit Kreismotiven entstanden in den Jahren 1972 und 1973. Philipp hat dabei die Kartonringe händisch mit einer Grafitschicht überzogen.
Vom Kreismotiv gelangte Philipp in der zweiten Hälfte der 70er Jahre schließlich zur Linie, die sie zunächst im Prägedruck, dann in einem Objekt und Ende der 70er Jahre in mehreren Reihen von Grafiken auf Büttenpapier in Grafit ausgeführt.
Ab Mitte der 80er Jahre entstanden, beginnend mit „Domino“, jene für Philipp so charakteristischen Malereien in Schwarz- und Grautönen. Sowohl in ihren „Shaped Canvases“ als auch den danach entstandenen Großformaten, Kompositionen aus einfachen geometrischen Formen, macht sich auch der Einfluss der amerikanischen Malerei der 60er Jahre bemerkbar. Zwischen 1991 und 1996 entstanden Schichtgrafiken, später eine Reihe von Grafiken auf schwarzem Hintergrund.
In späteren Arbeiten, vor allem in jenen um das Jahr 2000 entstandenen blau-schwarzen Gemälden, setzte sie sich vermehrt mit der Dynamik und Gewichtung von kontrastierenden Farbflächen auseinander. Viele von Philipps Arbeiten setzen sich mit der Reflexion von Licht auseinander – durch die Verwendung von Metall, Silberpapier, einer Wasseroberfläche oder auch der Struktur der aufgetragenen Farbe aus Grafit- und Aluminiumpigment.
Als Lehrstück für konkrete Kunst (Schrage, 2002) wurden ihre farbigen Siebdruckzyklen bezeichnet.

## Einzelausstellungen (Auswahl)
- 1968 Wien, Galerie nächst St. Stephan, „Adrian Philipp Kriesche“
- 1968 Graz, Forum Stadtpark, „Kinetische Objekte“
- 1976 Frankfurt am Main, Galerie Patio, „Kunstmorgen“ mit Tim Ulrichs und Adam Seide
- 1976 Wien, Galerie nächst St. Stephan, „Prägungen“
- 1978 Wien, Modern Art Galerie, „Neue Arbeiten“
- 1989 Ternitz, Hansenvilla, Atelierpräsentation
- 1991 Ternitz, Hansenvilla, „Neue Arbeiten“
- 1997 Wien, Heiligenkreuzerhof, „Helga Philipp“
- 1997 Wien, Universitätszentrum Althanstr., „Domino“, ausgeschriebener Wettbewerb
- 2001 21. Juni bis 23. Juni Symposion „Logik und Poesie in der konkreten Kunst“
- 2002 Wien, Galerie Splitter Art, „Siebdrucke“
- 2008 St. Pölten, Niederösterreichisches Landesmuseum, „Helga Philipp – Poesie der Logik“
- 2010 Krumau, Egon Schiele Art Centrum, „Helga Philipp“
- 2013 Ternitz, Stadtgalerie im alten Herrenhaus, „Helga Philipp“
- 2014 Graz, Museum der Wahrnehmung, „Helga Philipp“
- 2014 Wien, Galerie Winter, „Helga Philipp“
- 2015 Budapest, Fuga – Budapest Center of Architecture
- 2016 Wien, Galerie Winter, „Helga Philipp“
- 2018–2019, Zürich, Museum Haus Konstruktiv, „Helga Philipp – Poesie der optischen Transformation“
- 2023 Mailand, 10 A.M. Art Gallery, „Rediscovering Helga Philipp. Op Art in Austria“

## Ausstellungsbeteiligungen (Auswahl)
- 1965 Zagreb, galerija suvremene umjetnosti, „nova tendencija 3“
- 1967 Wien, Museum des 20. Jahrhunderts, „Kinetika“
- 1973 Kansas City, Art Research Center, „matrix“
- 1973 New York, Austrian Institute, „austrian art today“
- 1973 Wien, Galerie nächst St. Stephan, „Wirkliche Weihnachten“
- 1979 Wien, Museum für angewandte Kunst MAK, „Tangenten 70“
- 1982 Wien, Modern Art Galerie, „exakte Tendenzen '82“
- 1992 Graz, Neue Galerie, „Identität: Differenz“
- 1993 Graz, Kulturhaus, „Das sogenannte Abstrakte“
- 2003 Krems, Kunsthalle Krems, „Mimosen, Rosen, Herbstzeitlosen“
- 2003 Graz, Kunsthaus Graz, „Einbildung. Das Wahrnehmen in der Kunst“
- 2016 Humlebæk, Louisiana Museum of Modern Art, „Eye Attack“
- 2016 Wien, 21er Haus, „Abstract Loop Austria“[1]
- 2017 Graz, Kunsthaus Graz, „Taumel. Navigieren im Unbekannten“[2]
- 2018 Wien, mumok, „Vertigo. Op Art und eine Geschichte des Schwindels 1520 bis 1970“
- 2018–2019 Wien, mumok, „KONKRET - FRAU“
- 2019 Linz, OK Offenes Kulturhaus, „SINNESRAUSCH. Kunst und Bewegung“
- 2019–2020 Chongqing, China, The Galaxy Museum of Contemporary Art, „DISCRETE AUSTRIAN SECRETS“
- 2019–2020 Stuttgart, Kunstmuseum Stuttgart, „Vertigo. Op Art und eine Geschichte des Schwindels 1520 bis 1970“
- 2020 Wien, Albertina Modern, „THE BEGINNING. Kunst in Österreich 1945 bis 1980“
- 2021–2023 Wien, Belvedere 21, „Avantgarde und Gegenwart“
- 2022 Krems-Stein, Forum Frohner, „FROHNER UNIVERSITÄR. Die Lehre an der Angewandten“, Krems an der Donau
- 2022–2023 Krems, Landesgalerie Niederösterreich, „Rendezvouz mit der Sammlung. Kunst von 1960 bis heute“

## Preise
- 1967 Wien, Geist und Form
- 1970 Wien, tangenten 70, Wettbewerb „multiples“
- 1972 Innsbruck, Österreichischer Grafikwettbewerb der Tiroler Landesregierung / Preis des Landes Kärnten
- 1974 Förderungsbeitrag des Wiener Kunstfonds der Zentralsparkasse
- 2001 Preis der Stadt Wien für Bildende Kunst